# Oleksandr Bondurjanskyj
Olkesandr Zejlikovitj (Zinovijovitj) Bondurjanskyj (ukrainska: Олександр Зейлікович (Зіновійович) Бондурянський), född 1945, är en ukrainsk pianist och 1994 mottagare av Folkets artist i Ryssland. Han föddes i Cherson, Ukrainska SSR och tog musiklektioner för Aleksander Sokovnin vid det statliga musikkonservatoriet i Chișinău. Han flyttade senare till Moskva där han studerade piano och kammarmusik vid Moskvakonservatoriet under ledning av Dimitrij Basjkirov och Tatjana Gajdamovitj. Strax därefter blev han medlem i pianotrion Moskovskoje trio. och började resa i Sovjetunionen och i resten av världen. Bondurjanskyj har tidigare varit lärare i både Chișinău- och Moskvakonservatorierna, vid det sistnämnda blev han även professor. Sedan 1995 har 250 studenter tagit examen under hans ledning, som senare har blivit välkända kammarmusiklärare i hela Ryssland. 